# Maison Notre-Dame de Douai
Pour les articles homonymes, voir Maison des Templiers.
La maison Notre-Dame est située à Douai, dans le département du Nord. Elle fut fondée en 1155 par Thierry d'Alsace, comte de Flandre. Avec la disparition de l'ordre du Temple, la maison Notre-Dame fut dévolue aux Hospitaliers de l'ordre de Saint-Jean de Jérusalem qui l'occupa jusqu'à la Révolution française.
Elle a été classée monument historique en 1928.

## Historique

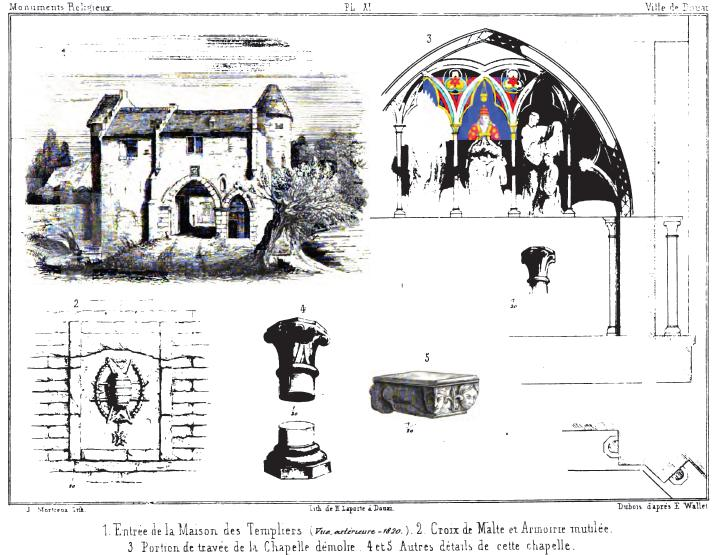
En 1820 Vue extérieure de la Maison des Templiers

- En octobre 1155[3], Thierry d'Alsace, comte de Flandre, fonde la maison de l'Ordre du Temple dans un lieu entouré d'eau et de roseaux. Il dote d'une charrue de terre située à Sin-le-Noble et de rentes foncières sur les courtils du marais douaisiens.
- En janvier 1291, Gui, comte de Flandre et marquis de Namur, ratifie une transaction entre les échevins de Douai et les frères de l'Ordre concernant l'autorité de justice haute et basse et régissant le droit de pêche[4].
- En 1230, le concile de Soissons excommunie le comte de Flandre et le corps échevinal de Douai sur plainte de la Chapelle des Templiers. La Chapelle des Templiers jouissait de grand privilèges.
- En 1282, dans l'enclos de la maison du Temple a lieu un combat entre Pierre de Douai, chevalier, et Jean de Wattines contre les frères du Temple[5].

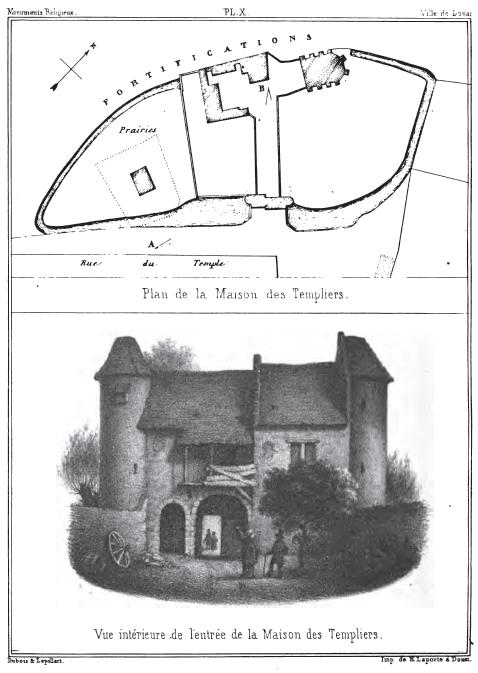
Vue intérieure et fortifications

- Le 13 octobre 1307, les Templiers sont arrêtés et emprisonnés par le Bailli de Douai, son lieutenant et ses sergents, ainsi qu'il fut fait dans toute la France par ordre du pape Clément V.
- Le 18 octobre 1309, Jean de Marigny, prévôt de la Collégiale Saint-Amé qui deviendra archevêque de Rouen arriva à Douai, se rendra chez maître Jean de Marigny, prévôt de Saint-Amé[6], accompagné de l'évêque d'Arras, Gérard Pilagoti.
- Les prisonniers furent emmenés par devant le tribunal de Douai à la demande de l'évêque d'Arras pour lecture des lettres apostoliques, les frères de la milice du Temple, à savoir : Pierre de Montigny, du pays d'Artois ; Jean de Waskchal, du pays de Pévèle ; Simon Godin, du Cambrésis ; Jean du Pont, du Pays d'Ostreven ; Melin Delpire, du Tournaisis, tous de la maison Notre-Dame ; et Henri Van Meerstrait, de la maison de Bruges, faisant route vers la mer, de la maison Saint-Samson : Hugues de Coligny, du comté de Bourgogne ; Jean Piau, du Pays d'Artois ; Jean Potin, du même pays, et Jacques le Félon, de la banlieue de Douai.
- Les Templiers sortirent de prison en mai 1309 et furent mis à l'abri des tortures et du feu réservés à leurs confrères.
- Le 2 mai 1312, le pape Clément V mit fin à l'ordre des Templiers et dévolut leurs biens à l'ordre de Saint-Jean de Jérusalem.
- En 1430 et 1432, Guillaume Caoursin, commandeur de l'ordre de Saint-Jean de Jérusalem, probablement un parent de son homonyme Guillaume Caoursin, intervient à la suite des nouvelles difficultés de juridiction[7].
- Au-dessus de la porte figurent les armoiries de François de la Rue, dernier commandeur[8] de la commanderie de Cobrieux avant la Révolution[9].
- La maison du Temple fut vendue lors de la Révolution comme bien national et fut convertie en ferme.
- Dans les jardins fut construit un magasin à poudres par arrêté du 25 juin 1819. Ce bâtiment fut terminé en mai 1821[10].

### Guillaume Caoursin
Le 5 juillet 1810, il a été découvert dans la chapelle une pierre tumulaire de deux mètres de longueur, et d'un mètre de largeur sur laquelle est incisée l'image d'un commandeur hospitalier avec cette inscription Ci git religieuse personne frère Guillaume Caoursin en son temps commandeur de Monddidier et de Dourges, gard et gouverneur de la command. de Hautavaines, qui trépassa l’an mil CCCC LV, le XXIV d'aoust.
Le personnage auquel cette épitaphe est consacrée était probablement l'oncle de Guillaume Caoursin, vice-chancelier de l'ordre de Saint-Jean ou, suivant une hypothèse d'Anthony Luttrell, il pourrait être son véritable père. La pierre retrouvée au Temple est, depuis 1810, déposée dans les jardins de la loge des francs-maçons de Douai.

## Maison de Saint-Samson de Constantinople
- Certainement en 1218[12] est fondée une deuxième maison du temple à Douai elle porte le nom de Maison de Saint-Samson de Constantinople fondé par Garin ou Wérin, ancien chanoine de la Collégiale Saint-Amé, évêque de Thessalonique. Cette maison demanda de rester sous la juridiction des échevins de Douai[13].
- Elle se situait dans l'actuelle rue Saint-Samson près du pont Cachan situé sous la maison situé au no 23 de la rue de la cloche[14].
- Saint-Samson, commanderie de l'Ordre de Saint-Jean de Jérusalem, à la suite d'une baisse de ces revenus, est rattachée à la commanderie de Laigneville par frère Martin de Garcez en 1598.
- En 1795 les biens sont vendus par l'État.

## Photothèque

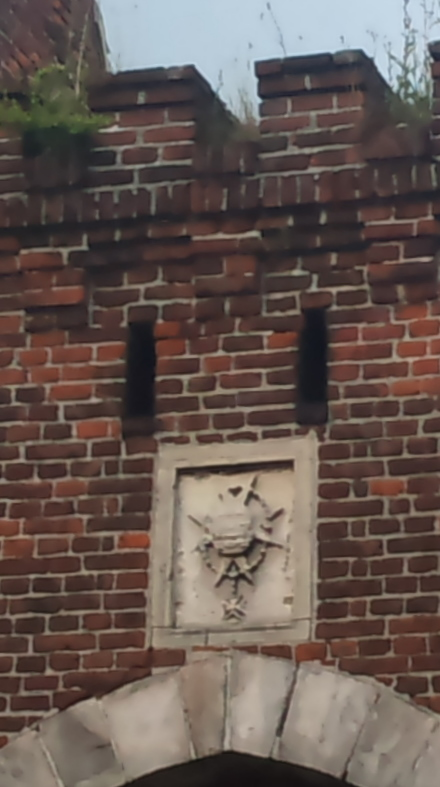
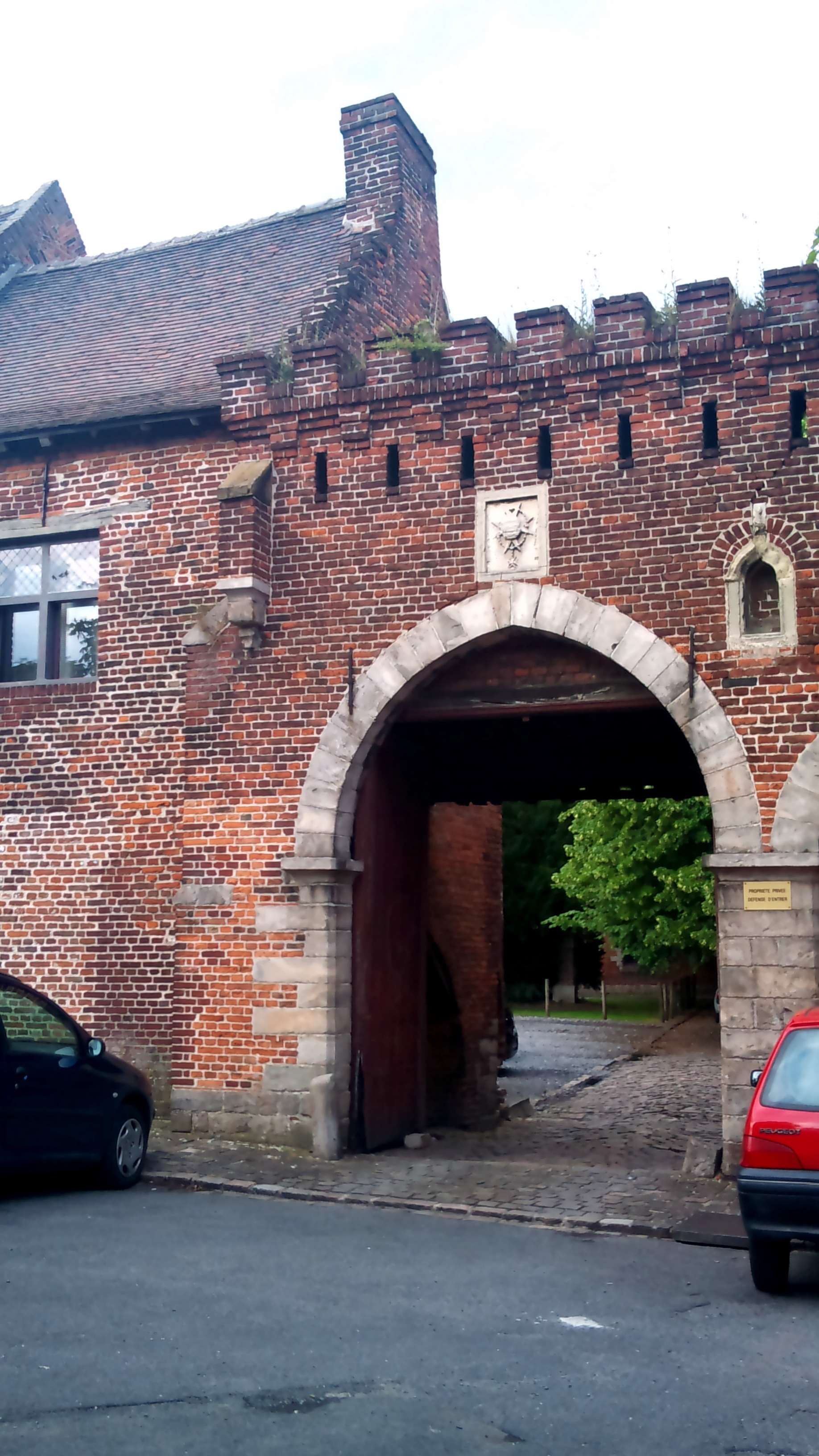
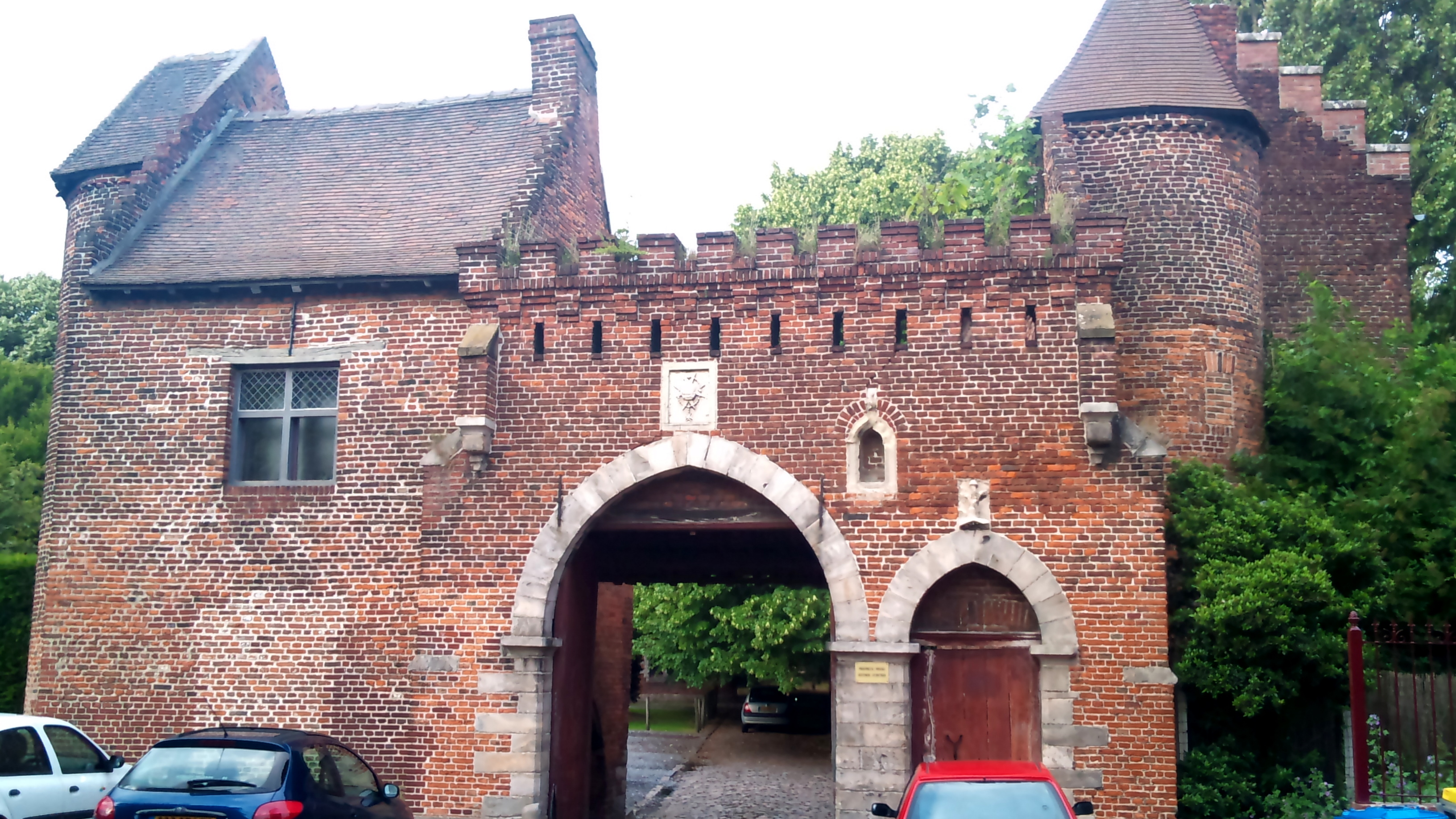
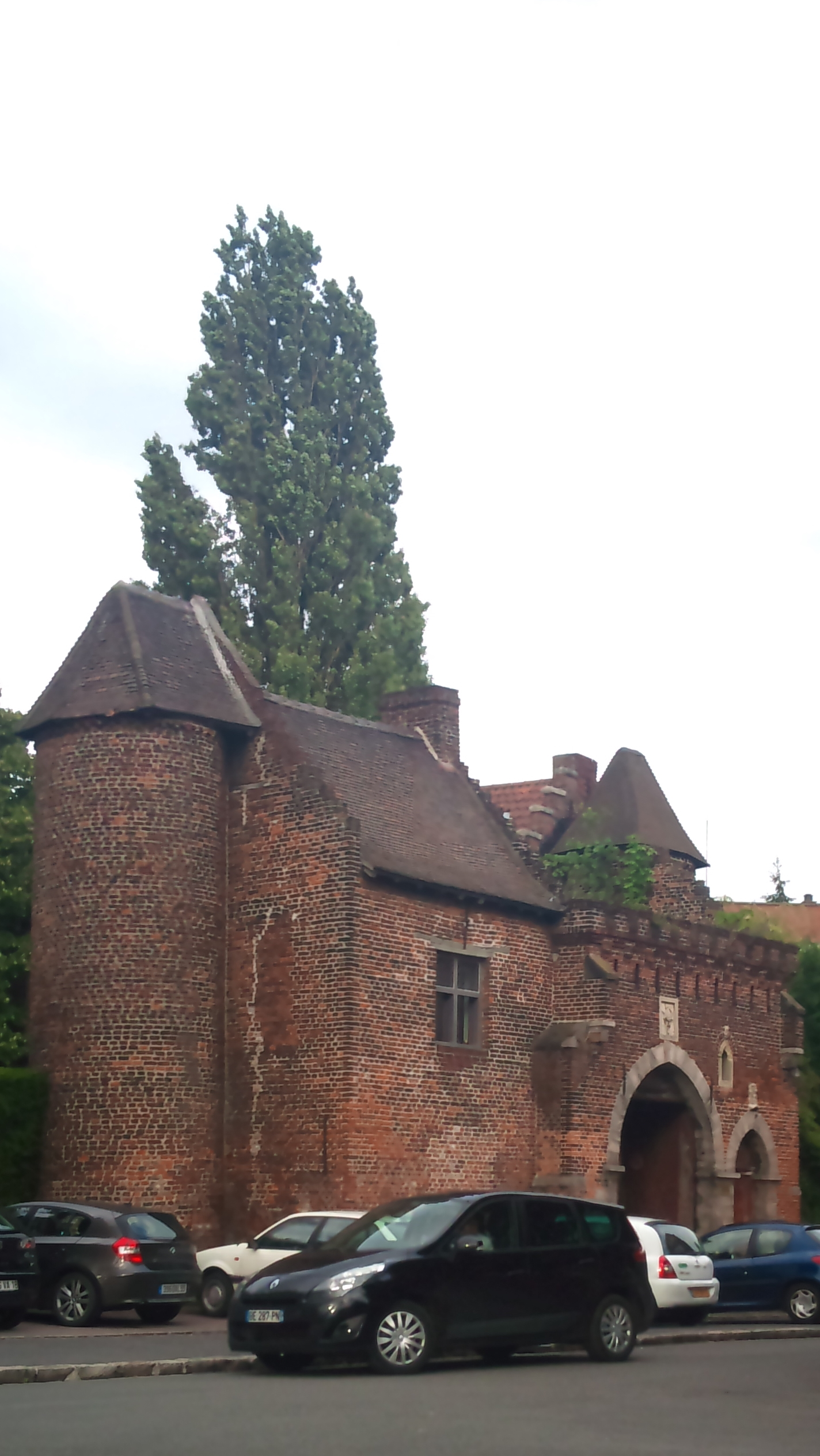
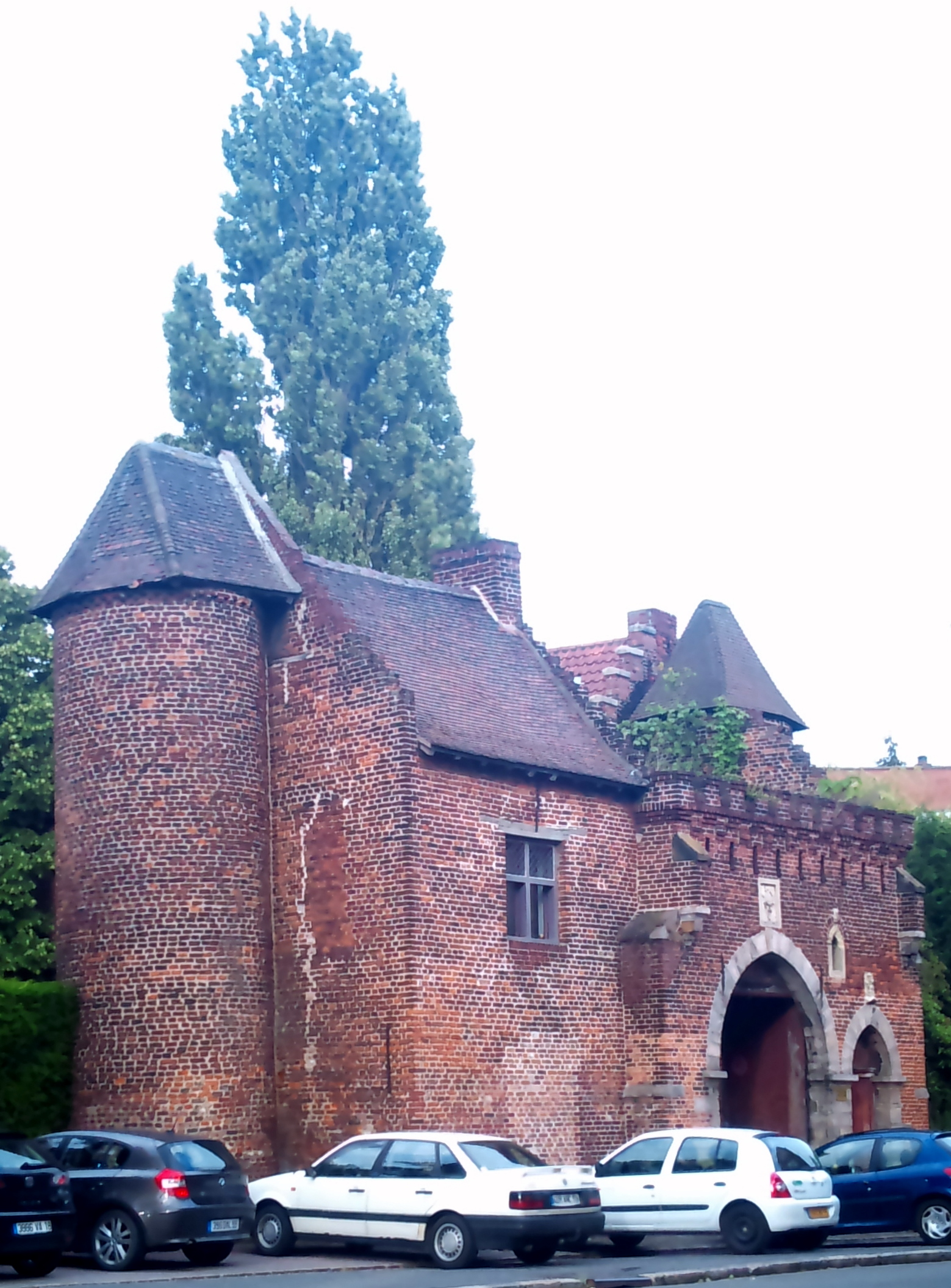